# Agulhas-Langschnabellerche

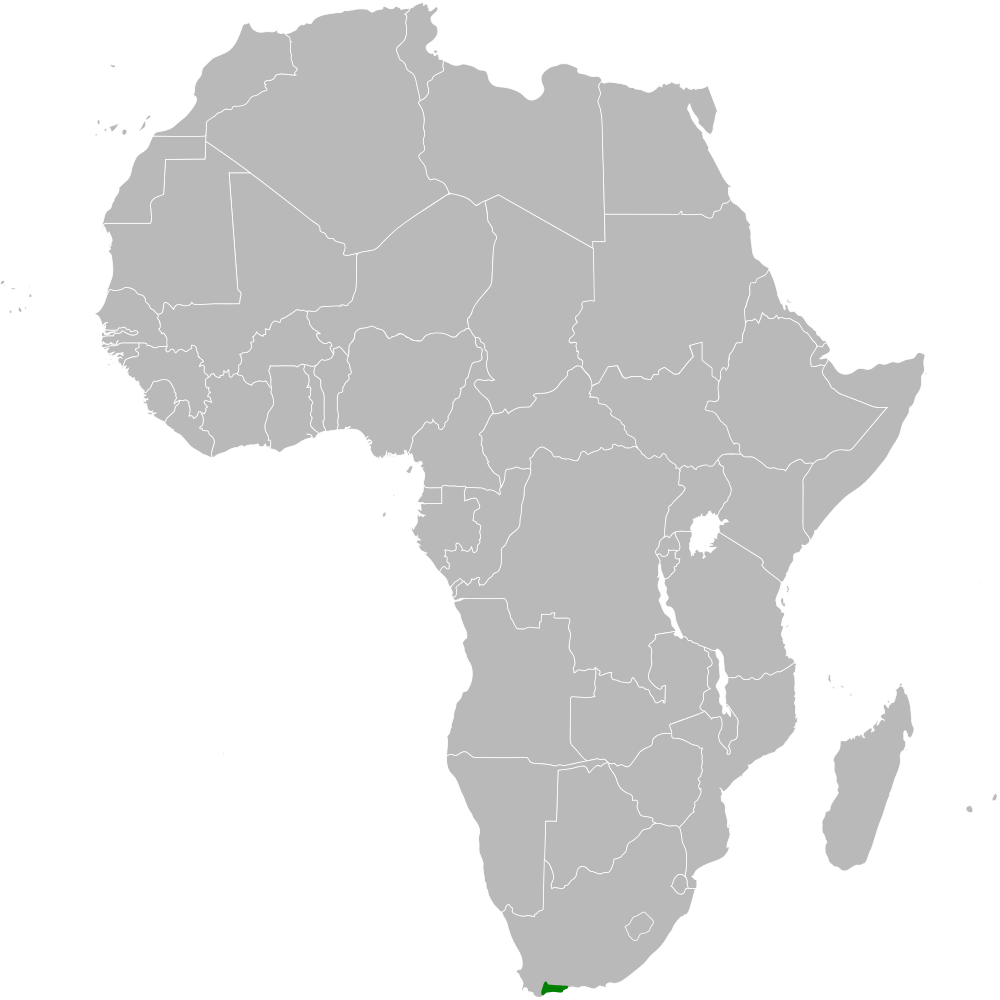
Verbreitungskarte der Agulhas-Langschnabellerche

Die Agulhas-Langschnabellerche (Certhilauda brevirostris) ist eine große Vogelart aus der Familie der Lerchen. Sie ist größer als eine Feldlerche, hat einen längeren und gebogeneren Schnabel und ist von drosselähnlicher Gestalt. Das Verbreitungsgebiet der Agulhas-Langschnabellerche liegt im Süden Afrikas. Es werden keine Unterarten unterschieden. Die Agulhas-Langschnabellerche wurde lange als Unterart der Kap-Langschnabellerche eingestuft. Auf Grund ihrer genetischen Daten wird sie heute jedoch als eigenständige Art eingestuft.
Die Bestandssituation der Agulhas-Langschnabellerche wird auf Grund von Habitatverlusten als potentiell gefährdet eingestuft. Ihr Name leitet sich vom Kap Agulhas ab.

## Merkmale
Die Agulhas-Langschnabellerche erreicht eine Körperlänge von etwa 18 bis 21 Zentimetern und wiegen zwischen 35 und 48 Gramm. Der Schnabel misst vom Kopf aus gemessen 2, bis 2,2 Zentimeter. Es besteht kein Geschlechtsdimorphismus. Männchen sind jedoch durchschnittlicher größer als Weibchen, sind entsprechend schwerer und haben einen etwas längeren Schnabel.
Die Agulhas-Langschnabellerche hat eine graubraune bis ockerfarbene Körperoberseite mit einer dunkleren Strichelung. Die Körperunterseite ist blass rahmweiß. Die Brust ist dunkel gestrichelt. Im Gesicht hat sie einen weißlichen Augenring sowie einen gleich gefärbten Überaugenstreif.
Der Ruf des Männchens ist ein zweisilbiges psiii-oooo.

## Verbreitungsgebiet und Lebensraum
Die Agulhas-Langschnabellerche kommt nur im äußersten Süden Afrikas vor. Das Verbreitungsgebiet ist nicht größer als 15.000 Quadratkilometer und erstreckt sich vom Kap Agulhas bis zur südafrikanischen Stadt Knysna. Das Verbreitungsgebiet liegt damit in der Provinz Westkap. Die Agulhas-Langschnabellerche ist im gesamten Verbreitungsgebiet ein Standvogel.
Sie besiedelt in dieser Region Ebenen des Kaps und des Breede Tales. Diese Region wird heute landwirtschaftlich stark genutzt. Typisch ist Weizenanbau und Viehhaltung, die ursprüngliche Fynbos- und Karoo-Vegetation ist weitgehend verschwunden. Der ursprüngliche Lebensraum dieser Lerchenart ist deshalb nur in einem geringen Maße noch gegeben. Sie kommt auf brachliegenden Flächen und frisch gepflügten Feldern vor. Intensiver genutzte landwirtschaftliche Flächen werden von ihr gemieden.

## Lebensweise
Die Agulhas-Langschnabellerche deckt ihren Nahrungsbedarf überwiegend mit Insekten und in geringerem Maße mit Sämereien. Ihre Nahrung findet sie auf dem Boden. Sie gräbt vereinzelt auch mit ihrem Schnabel oder nutzt die Füße, um in der Vegetation zu scharren.
Wie alle Lerchen ist auch die Agulhas-Langschnabellerche ein Bodenbrüter. Der Zeitpunkt der Eiablage fällt in den Zeitraum September bis Oktober. Die Nestlinge werden im Zeitraum Oktober bis November flügge.

## Einzelbelege
1. 1 2 3 4 5 6 7  Handbook of the Birds of the World zur Agulhas-Langschnabellerche (Memento des Originals vom 27. Juli 2021 im Internet Archive)  Info: Der Archivlink wurde automatisch eingesetzt und noch nicht geprüft. Bitte prüfe Original- und Archivlink gemäß Anleitung und entferne dann diesen Hinweis., aufgerufen am 11. März 2017
2. 1 2  Pätzold: Kompendium der Lerchen. S. 136.
3. ↑   Gesang der Agulhas-Langschnabellerche auf Xeno-Canto, aufgerufen am 11. März 2017